# Gryllus alogus
Gryllus alogus är en insektsart som beskrevs av Rehn, J.A.G. 1902. Gryllus alogus ingår i släktet Gryllus och familjen syrsor. Inga underarter finns listade i Catalogue of Life.